# Rodion Sjtjedrin
Rodion Konstantinovitj Sjtjedrin (ryska: Родио́н Константи́нович Щедри́н), född 16 december 1932 i Moskva, Ryssland, är en rysk tonsättare. 

## Biografi
Sjtjedrin studerade vid Moskvas körhögskola och tonsättning och piano vid musikkonservatoriet och utexaminerades där 1955. Han framstod i mitten av 1960-talet som en av de ledande inom sovjetisk konstmusik. Han eftersträvar en syntes av nationella element och modernt tonspråk. Han har komponerat flera operor med motiv från såväl klassisk som modern rysk litteratur. Han framför regelbundet egna verk på piano.
Han utsågs 1976 till rysk folkartist och var mellan 1958-2015 gift med ballerinan Maja Plisetskaja (fram till hennes bortgång).

## Utmärkelser
Asteroiden 4625 Shchedrin är uppkallad efter honom.

## Verk i urval

### Opera
- Не только любовь (Inte bara kärlek), lyrisk opera med libretto av Katanyan (1961, reviderad 1971)
- Мёртвые души (Döda själar), med libretto av tonsättaren efter Gogols roman (1976)
- Лолита (Lolita), med libretto av tonsättaren efter Nabokovs roman (1992)
- Очарованный странник (Den förtrollade vandringsmannen), konsertant opera med libretto av tonsättaren efter Leskovs roman (2002)
- Боярыня Морозова (Bojarina Morosova), med libretto av tonsättaren (2006)
- Левша (Levsha), med libretto av tonsättaren efter Leskovs roman (2012–13)

### Balett
- Конёк-Горбунок (Den lilla puckelryggiga hästen), efter en saga av Jerschov (1955/56, reviderad 1983)
- Кармен-сюита (Carmensvit), efter Bizets opera (1968)
- Анна Каренина (Anna Karenina), efter Tolstojs roman (1971/1989)
- Чайка (Måsen), efter Tjechovs pjäs (1979)
- Дама с собачкой (Damen med hunden), efter Tjechovs novell (1985)

### Orkesterverk
- Symfoni nr 1 (1958)
- Symfoni nr 2 (1965)
- Symfoni nr 3 Лица русских сказок (2000)
- Симфонические фанфары (Symfoniska fanfarer), festouvertyr för orkester (1967)
- Торжественная увертюра (Högtidlig ouvertyr) till Sovjetunionens 60-årsdag (1982)
- Автопортрет (Självporträtt), orkestervariationer (1984)
- Чайка (Måsen), orkestersvit (1984)
- Стихира к тысячелетию Крещения Руси (Stichira till tusenårsminnet av Rysslands kristnande) (1987)

### Konserter och konsertanta verk
- Pianokonsert nr 1 (1954, reviderad 1974)
- Konsert för orkester nr 1 (1963)
- Pianokonsert nr 2 (1966)
- Konsert för orkester nr 2 Звоны (Klockspel) (1968)
- Pianokonsert nr 3 (1973)
- Konsert för orkester nr 3 Старинная музыка российских провинциальных цирков (Gammal rysk cirkusmusik) (1988)
- Konsert för orkester nr 4 Хороводы (Ringdans) (1989)
- Pianokonsert nr 4 Диезные тональности (Korstonarter) (1991)
- Trumpetkonsert (1993)
- Cellokonsert (sotto voce concerto) (1994)
- Concerto cantabile för violin och stråkorkester (1997)
- Concerto dolce för viola med stråkorkester och harpa (1997)
- Pianokonsert nr 5 (1999)
- Pianokonsert nr 6 (Concerto lontano) (2003)
- Concerto parlando för violin, trumpet och stråkorkester (2004)
- Symfonisk diptyk (2008)
- Oboekonsert (2009)
- Dubbelkonsert för piano, cello och orkester (2010)

### Liturgiska verk
- Запечатленный ангел (Den förseglade ängeln), rysk liturgi efter Leskov (1988)

### Kammarmusik
- Kammarsvit för 20 violiner, harpa, ackordion och två kontrabasar (1961)
- Музыкальное приношение (Musikaliskt offer) för tre flöjter, tre fagotter, tre basuner och orgel (1983)

### Pianoverk
- Pianostycken (1952–61)
- Pianosonat (1962)
- 24 preludier och fugor (1964–70)
- Polyfoniskt nothäfte, 25 preludier (1972)
- Pianosonat nr 2 (1997)
- Dagbok, sju stycken (2002)
- Sonatina concertante (2005)
- A la pizzicato (2005)

### Solo-violin
- Echosonat för solo violin, op. 69 (1984)